# Ipomoea oranensis
Ipomoea oranensis är en vindeväxtart som beskrevs av O'donell. Ipomoea oranensis ingår i släktet praktvindor, och familjen vindeväxter. Inga underarter finns listade i Catalogue of Life.